# Giacomo Mattè-Trucco

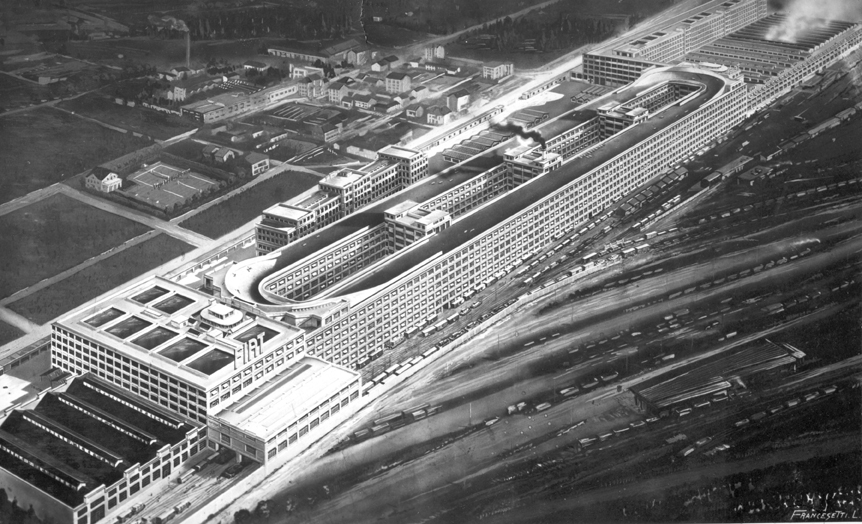
Talleres de la FIAT, Turín (1915-1926)

Giacomo Mattè-Trucco (Trivy, 30 de enero de 1869-Turín, 15 de mayo de 1934) fue un ingeniero italiano. 

## Trayectoria
Se graduó en Ingeniería Mecánica en la Facultad de Turín en 1893. Poco después ingresó en el OMMA (Officine Meccaniche Michele Ansaldi). En 1906 entró a trabajar en Fiat Ansaldo, donde fue director del departamento de talleres mecánicos y fundiciones.
Su obra más relevante fue el edificio de los talleres de la FIAT en Turín (también conocido como Lingotto, 1915-1926), famoso por sus techos planos de hormigón por donde corrían los coches de pruebas encima de los talleres. Inspirado en buena medida en la arquitectura futurista de Antonio Sant'Elia, tenía una estructura de hormigón armado de concepción flexible que le permitía adaptarse a los diversos usos de las necesidades de producción fabril. Tanto la pista del tejado como su rampa de acceso en forma de hélice fueron dos elementos que se adelantaron a la arquitectura de su tiempo e influyeron en diversas obras posteriores. Fue una obra notable, alabada por su modernidad por numerosos arquitectos como Le Corbusier.
Fue autor también del edificio de Officine Meccaniche Villar Perosa S.p.A.